# Pfarrkirche St. Pölten-Maria Lourdes

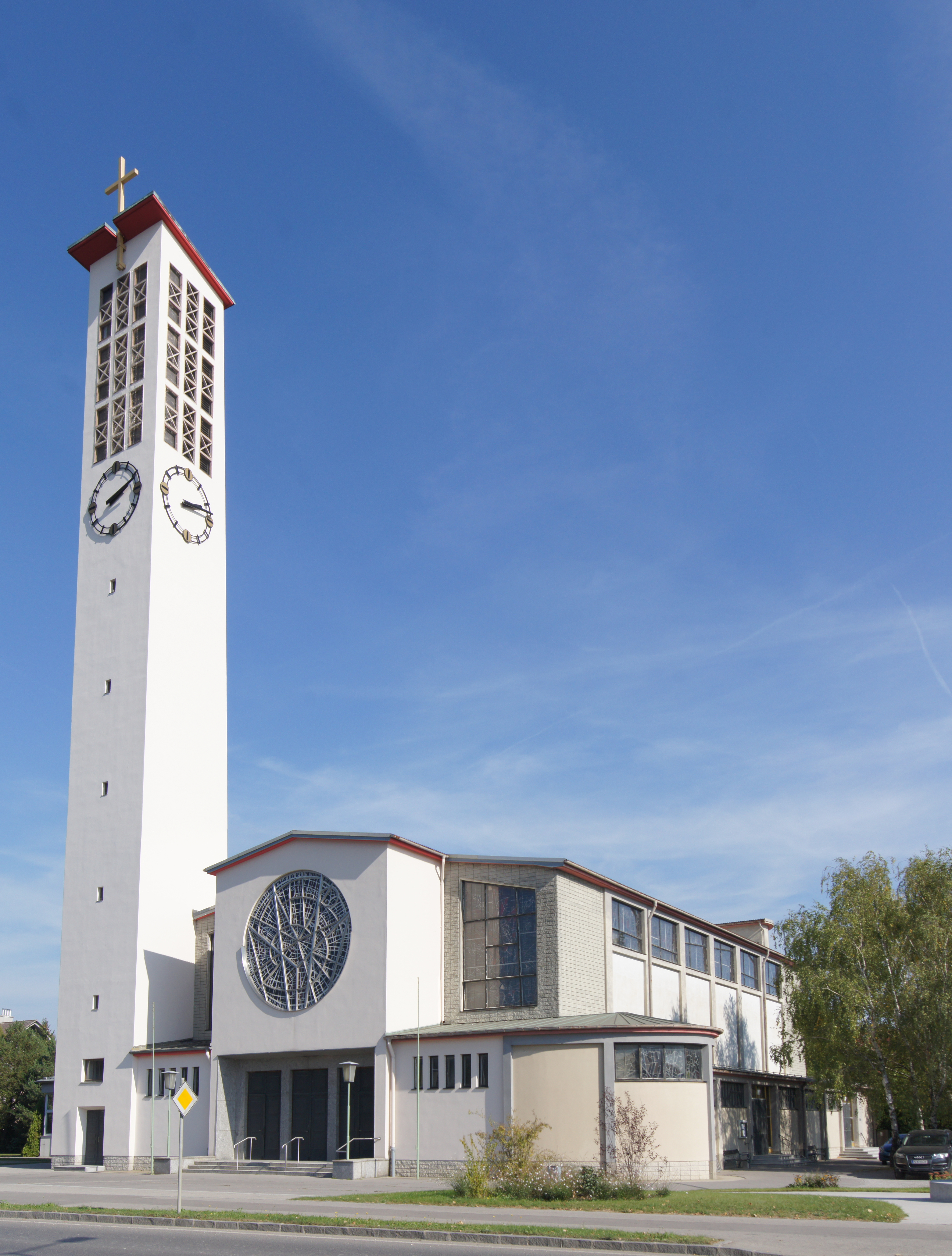
Pfarrkirche St. Pölten-Maria Lourdes

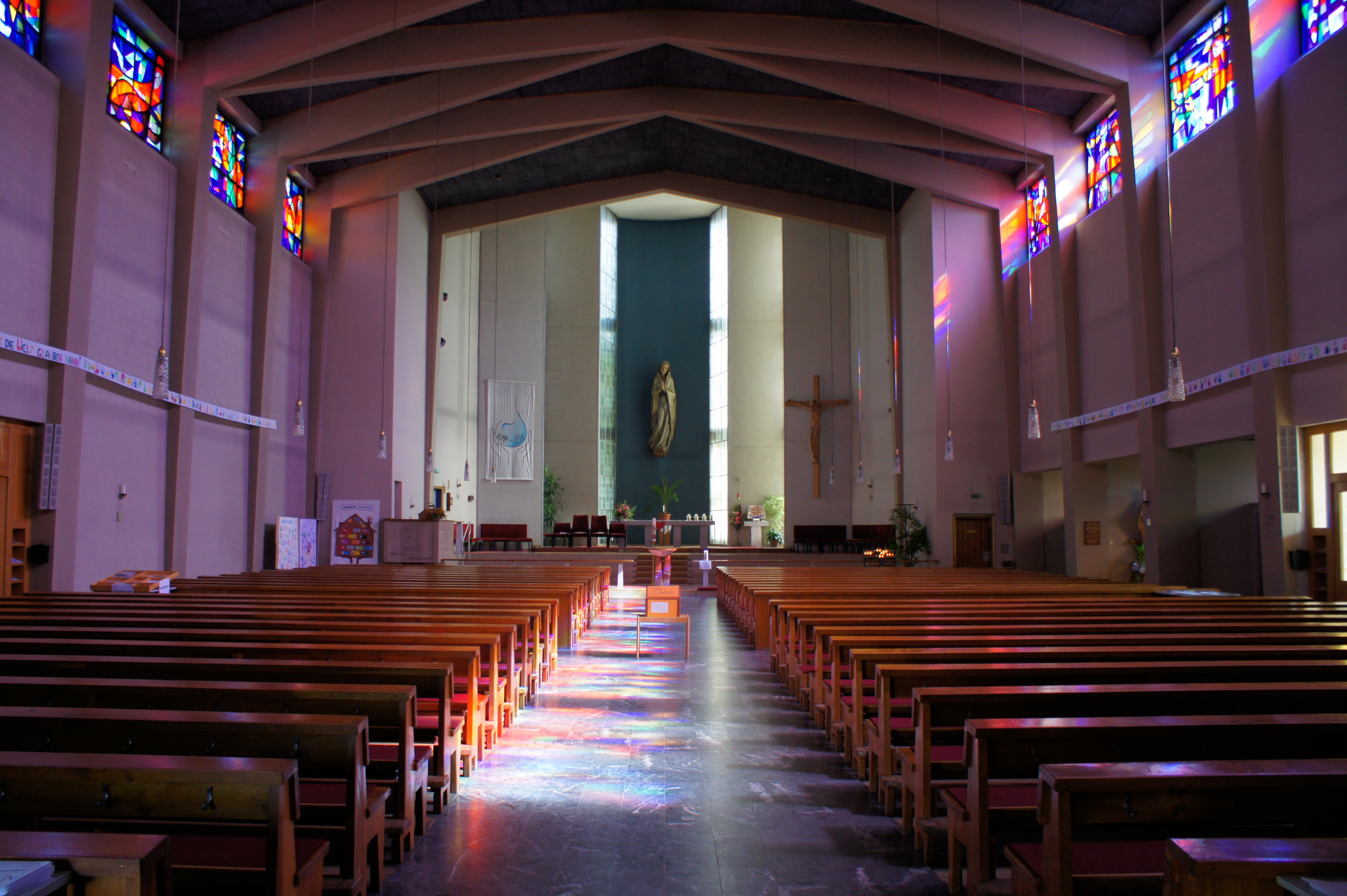
Innenraum

Die Pfarrkirche St. Pölten-Maria Lourdes steht in der Stadt St. Pölten in Niederösterreich. Die römisch-katholische Pfarrkirche Maria Lourdes gehört zum Dekanat St. Pölten in der Diözese St. Pölten. Die Kirche steht unter Denkmalschutz.

## Geschichte
Die Planungen für eine neue Kirche zwischen Innenstadt und Viehofen begannen bereits in der Zwischenkriegszeit, als durch die Eingemeindungen von Spratzern, Viehofen und Wagram und das Bevölkerungswachstum die Gründung einer neuen Pfarre nötig wurde. 1938 wurde das Grundstück angekauft, 1953 erfolgte die Gründung eines Kirchenbauvereins. Als die Pläne 1958 konkreter wurden, jährten sich die Marienerscheinungen in Lourdes gerade zum hundertsten Mal, weswegen die Kirche später auf Maria Lourdes geweiht wurde. Nach einem Architektenwettbewerb, den Franz Barnath gewann, folgte 1959 die Grundsteinlegung, 1961 wurde die Kirche geweiht.
1969 bekam die Kirche eine 3,70 m große Marienstatue des Südtiroler Bildhauers Johann Rifesser, die seitdem in der Mitte der Apsis steht.
Nach einer Außenrestaurierung und einer Erneuerung des Daches im Jahr 2018 erfolgte 2021 eine Renovierung des Innenraums.

## Orgel

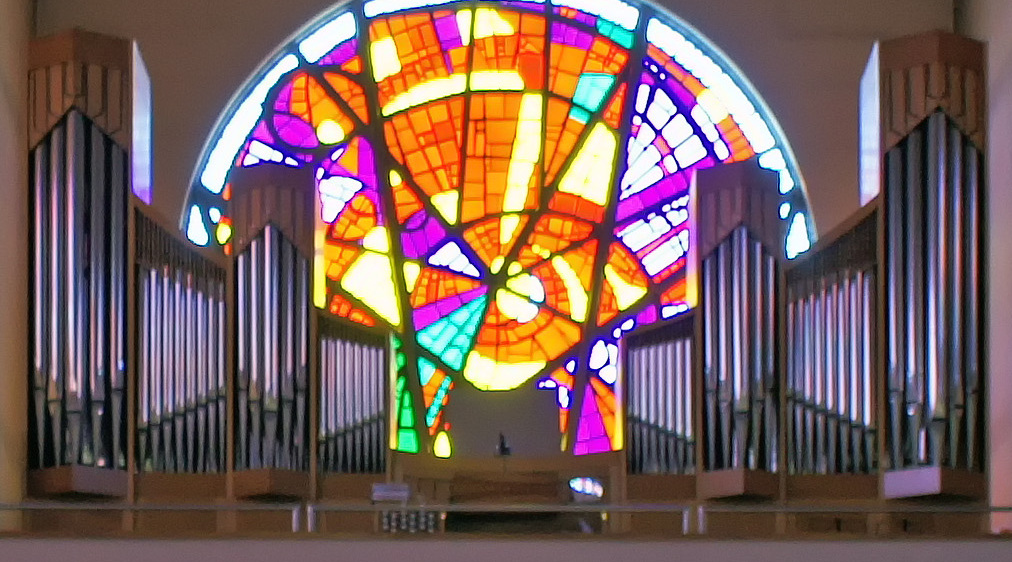
Kögler-Orgel

Die Orgel wurde 1981 von der Oberösterreichischen Orgelbauanstalt erbaut.
| I Hauptwerk C–g4 |            |        |
| 1.               | Prinzipal  | 8′     |
| 2.               | Oktav      | 4′     |
| 3.               | Superoktav | 2′     |
| 4.               | Spitzflöte | 8′     |
| 5.               | Hohlflöte  | 4′     |
| 6.               | Quinte     | 2 ⁄3′  |
| 7.               | Terz       | 1 3⁄5′ |
| 8.               | Mixtur     | 1 ⁄3′  |
| 9.               | Trompete   | 8′     |

| II Schwellwerk C–g4 |           |       |
| 10.                 | Gamba     | 8′    |
| 11.                 | Gedeckt   | 8′    |
| 12.                 | Prinzipal | 4′    |
| 13.                 | Rohrflöte | 4′    |
| 14.                 | Gemshorn  | 2′    |
| 15.                 | Quinte    | 1 ⁄3′ |
| 16.                 | Scharf    | 1′    |
| 17.                 | Krummhorn | 8′    |
|                     | Tremulant |       |

| Pedal C–f1 |            |     |
| 18.        | Subbaß     | 16′ |
| 19.        | Gedacktbaß | 8′  |
| 20.        | Oktavbaß   | 8′  |
| 21.        | Choralbaß  | 4′  |
| 22.        | Posaune    | 16′ |

- Koppeln: II/I, I/P, II/P